# Bonsoir (singolo)
Bonsoir è un singolo della cantante Italiana Francesca Michielin, pubblicato il 1º luglio 2022 come primo estratto dal quinto album in studio Cani sciolti.

## Descrizione
Si tratta di un brano tipicamente pop, con la critica specializzata che ha evidenziato elementi indie pop che la cantante sperimentò in passato con Vulcano del 2017, ed è stato scritto dall'artista stessa in collaborazione con Dardust (produttore dello stesso) e Colapesce.

## Video musicale
Il video, diretto da Shipmate, è stato reso disponibile il 13 luglio 2022 attraverso il canale YouTube della cantante.

## Tracce
Testi di Francesca Michielin, Dario Faini e Lorenzo Urciullo, musiche di Francesca Michielin e Dario Faini.
1. Bonsoir – 3:19

## Formazione
- Francesca Michielin – voce, produzione
- Dorado Inc. – produzione
- Enrico Brun – produzione